# Homocultuur

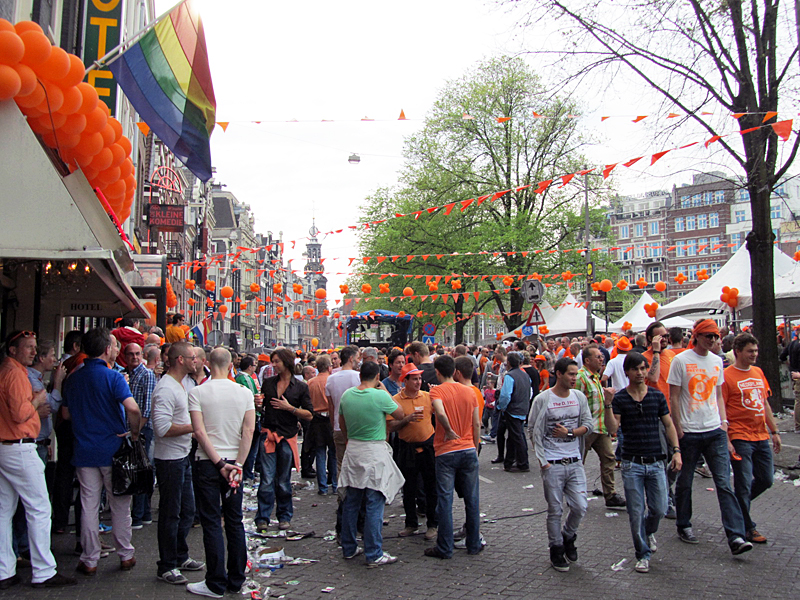
Straatfeest bij de homocafés langs de Amstel, ter gelegenheid van Koninginnedag op 30 april 2012

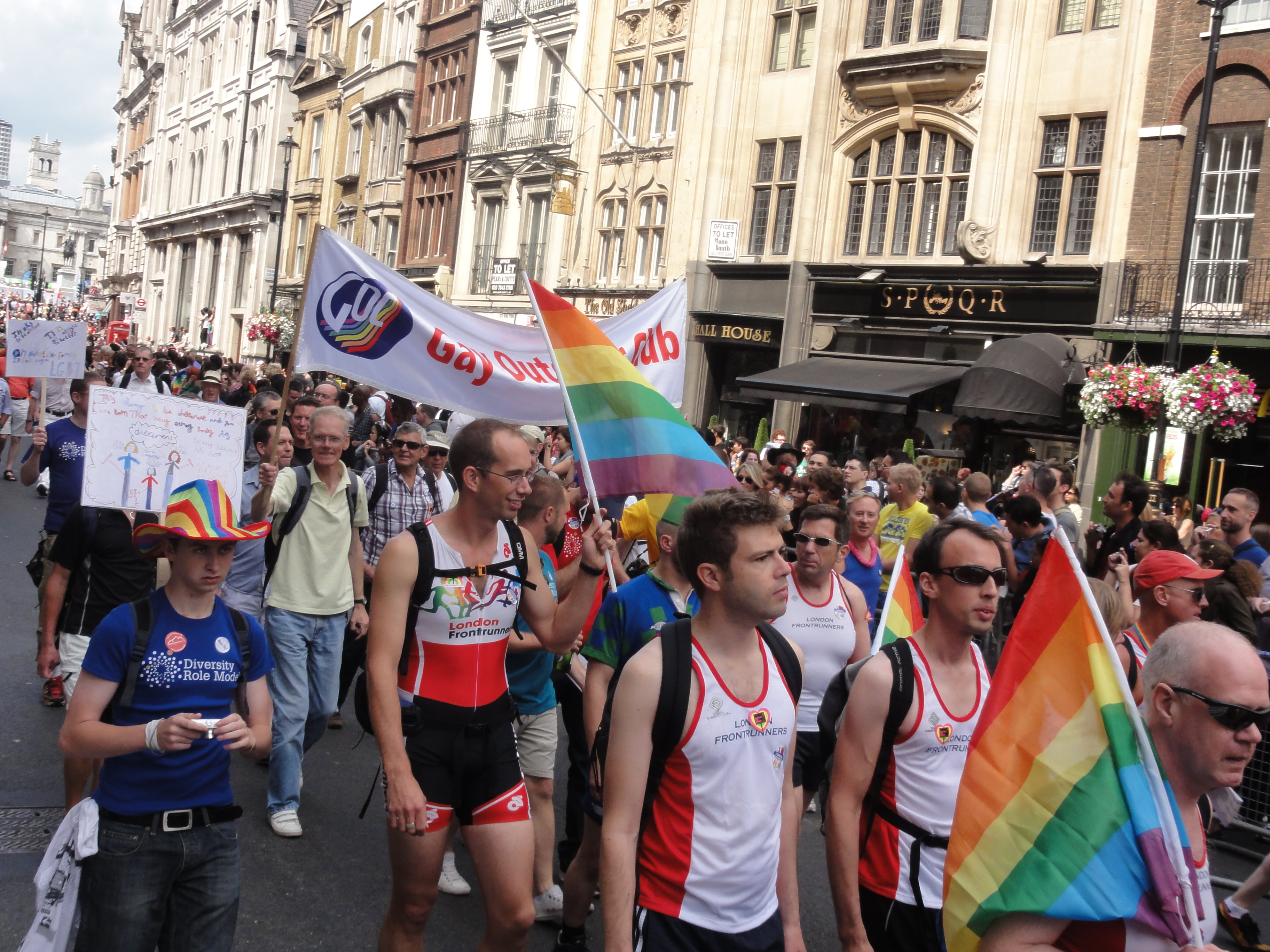
Gay Pride Parade in London op 2 juli 2011

Homocultuur is een subcultuur van homoseksuele mannen en vrouwen, biseksuelen en transgenders die een referentiekader delen van gemeenschappelijke opvattingen, gedragscodes en symbolen en die in de samenleving tot uiting komt in de politiek, kunst, literatuur, media, ontmoetingsplaatsen en evenementen.
Omdat homoseksualiteit eeuwenlang verboden was, ontstonden pas vanaf de 18e eeuw eerste vormen van een homocultuur. Aanvankelijk was dit nog ondergronds en verborgen, maar met de opkomende homo-emancipatie tegen het einde van de 19e eeuw ontstonden geleidelijk aan steeds meer voorzieningen voor homoseksuelen.
Vanaf de jaren zeventig werden homo's ook publiekelijk zichtbaar, met name door de Gay Pride Parades in vele steden wereldwijd en het in de media optreden van openlijk homoseksuele personen en dragqueens.

## Inleiding
Participatie binnen de homocultuur is een van de manieren om uiting te geven aan een persoonlijke seksuele identiteit. Niet alle leden van seksuele minderheidsgroeperingen participeren echter binnen de homoseksuele subcultuur of zijn zich überhaupt van het bestaan ervan bewust. Naast onwetendheid kan ook geografische afstand tot de subcultuur een rol in non-participatie spelen. Andere redenen om zich er niet mee in te laten is vrees voor een maatschappelijk stigma, afkeer van of het oneens zijn met de heersende opvattingen of participatie in een andere subcultuur.
Afhankelijk van de mate van acceptatie van homoseksualiteit in de omringende samenleving is homocultuur al dan niet te categoriseren als tegencultuur. Het referentiekader van een tegencultuur vormt zo'n radicale breuk met het referentiekader van de dominerende cultuur dat zij daarmee in conflict komt. In samenlevingen waar homoseksualiteit een taboe is en strafbaar, vormt de homocultuur een tegencultuur. De Amerikaanse en Europese homocultuur onderscheidt zich in dat opzicht nadrukkelijk van de homocultuur in veel niet-westerse landen. Niettemin was ook in Westerse maatschappijen homoseksueel gedrag tot voor kort verboden en dateren veel voorzieningen en codes uit de tijd dat de homobeweging nog 'ondergronds' was.
Het idee van een homocultuur is echter niet onomstreden. Sommige critici menen dat er te weinig homoseksuelen in participeren om als betekenisvol te kunnen worden beschouwd. Anderen vinden daarentegen dat het bestaan van een homocultuur niet te ontkennen is en de basis vormt van een homogemeenschap met gedeelde geschiedenis, normen en waarden.
Een andere kanttekening kan worden geplaatst bij de uniformiteit die door het begrip wordt gesuggereerd, terwijl de samenstellende delen van de gemeenschap de neiging hebben om elkaar uit te sluiten. Er bestaan bijvoorbeeld vooroordelen van homo's en lesbiennes ten aanzien van biseksuelen en velen van hen moeten niets hebben van transseksuelen of van "verwijfde" homomannen. Zelfs in de fracties onderling heerst haat en nijd: leerfetisjisten en pedofielen geven de homogemeenschap volgens sommigen een slechte naam en onder de lesbiennes wordt veelbetekenend onderscheid gemaakt tussen butch en femme. Toch wordt over het algemeen aangenomen dat alle seksuele minderheidsgroeperingen voldoende overeenkomsten hebben met elkaar en verschillen met de heteroseksuele bevolkingsgroep, om van een gezamenlijke cultuur te kunnen spreken.
Vele aspecten van de Nederlandse homocultuur zijn beschreven in de Homo-encyclopedie van Nederland uit 2005, terwijl typerende taal in 1988 door Arendo Joustra werd vastgelegd in het Homo-erotisch woordenboek. Als reactie daarop verscheen in 1991 Lesbiaans: Lexicon van de lesbotaal, geschreven door Hanneke Kunst en Xandra Schutte.

### Elementen van de homocultuur
Volgens de heersende consensus bestaat de (Westerse) homocultuur uit een aantal uiteenlopende elementen:
- Een breed netwerk van voorzieningen en belangenverenigingen
- Gedeelde kennis van de geschiedenis van de homo-emancipatie
- Symbolen
- Het werk van bekende homoseksuelen op politiek en artistiek vlak
- Homo-erotische cultuuruitingen
- (Ironische) omarming van zaken die stereotyperend met homoseksualiteit worden verbonden
- En in sommige gevallen zelfs met een eigen taal zoals Polari en Lubunca

## Voorzieningen
Onder het uitgebreide netwerk van voorzieningen voor homoseksuelen, biseksuelen en transgenders kunnen uitgaansgelegenheden, hulpverleningsorganisaties, belangenorganisaties, media en homo-ontmoetingsplaatsen worden gerekend. Dit netwerk is in de loop der tijd ontstaan uit het gevoel dat de doorsnee voorzieningen niet voldoende toegankelijk waren voor homoseksuelen of niet in hun behoeften voorzagen.
In Nederland is de totstandkoming van dit netwerk redelijk gemakkelijk verlopen, omdat men door de verzuiling al gewend was aan het idee van groepsspecifieke verenigingen en instellingen. Hier maken leden van de subcultuur doorgaans selectief gebruik van deze voorzieningen. In Amerika, waar coming out veel meer een afscheid van een heteroseksuele levensstijl betekent, wordt meestal intensiever van dit netwerk gebruikgemaakt en is het bovendien meer gesegregeerd.
Het voorzieningenaanbod vormt de kern van de homocultuur, omdat het ontmoetingsplaatsen en communicatiemogelijkheden creëert waardoor de normen en waarden van de gemeenschap kunnen worden overgedragen. Uit het belang van deze voorzieningen volgt dat de homocultuur in hoofdzaak een (groot)stedelijke subcultuur is, omdat alleen daar een fijnmazig netwerk kan ontstaan en (commercieel) overleven. Sommige steden staan speciaal om hun grote voorzieningenaanbod en tolerantie jegens homoseksuelen bekend, zoals San Francisco, Antwerpen, Berlijn, Brussel, Amsterdam, Barcelona, Rio de Janeiro, Tel Aviv en Sydney. Amsterdam gold om die reden enkele decennia lang als homohoofdstad van Europa.
Vanaf eind jaren negentig ontstaat voor homo's ook de mogelijkheid tot het leggen van contacten via internet. Daartoe bestaan uiteenlopende websites met nieuws, informatie, profielen, fora en/of contactadvertenties. Via internationale websites wordt ook het leggen van contacten met homo's in het buitenland gemakkelijker. Met het toenemende gebruik van smartphones zijn er sinds 2009 ook apps speciaal voor homoseksuelen.
De opkomst van deze ontmoetingsmogelijkheden via internet wordt ook vaak gezien als een belangrijke oorzaak voor het teruglopende bezoek aan de homohoreca. Nadat in 2010 al de bekendste homozaken in de Amsterdamse Reguliersdwarsstraat gesloten werden, gingen twee jaar later opnieuw acht homobars dicht. Eind 2013 moesten vervolgens ook enkele bekende homo-uitgaansgelegenheden elders in Nederland hun deuren sluiten: de cafés 't Piggenhuys in Breda en De Popcorn in Tilburg, alsmede de discotheken De Golden Arm in Groningen en Gay Palace in Rotterdam.
Naast de vaste uitgaansgelegenheden werden in 2022 ook in zo'n 30 plaatsen verspreid over het land periodieke bijeenkomsten voor lhbt'ers georganiseerd, waaronder aparte bijeenkomsten voor jongeren, ouderen, transgenders en lhbt'ers met een beperking.

### Voorzieningen in Nederland
De belangrijkste en bekendste voorzieningen voor homoseksuele mannen en vrouwen in Nederland zijn:
- Uitgaansgelegenheden: bijvoorbeeld 't Bölke in Enschede, Capella in Arnhem, DWH in Delft, Wilsons in Haarlem, Bodytalk en Rits in Utrecht, Lollipop in Tilburg, De Landman, De Vink en COC Café in Den Haag, De Regenboog in Rotterdam, alsmede Prik, De Trut en vele andere homocafés en -clubs in de Reguliersdwarsstraat, de Kerkstraat, de Warmoesstraat, aan de Zeedijk en langs de Amstel in Amsterdam.
- Feesten: Rapido, PANN-feesten
- Festivals: Milkshake
- Filmfestival: Roze Filmdagen
- Hulpverleningsorganisaties: Schorerstichting, Gay & Lesbian Switchboard, Outway
- Belangenorganisaties: COC, Homo LesBische Federatie Nederland, Rainbow City Rotterdam, FOKO (Curaçao), ALFA (Aruba), SAFE (Sint-Maarten)
- Jongerenorganisaties: Apollo, Expreszo, Stichting PANN, lhbt-studentenverenigingen
- Religieuze organisaties: Contrario, RefoAnders, Dignity
- Gezelligheidsorganisatie: De Kringen
- Kranten/tijdschriften: Gay Krant, Gay News, Gay & Night, Expreszo, Winq, Zij aan Zij
- Radio/televisie: Roze Golf, Het Roze Rijk, MVS Gaystation, OUTtv
- Websites: Gaykrant, Gay.nl, Gaysite.nl, Homo.nl, Femfusion.nl

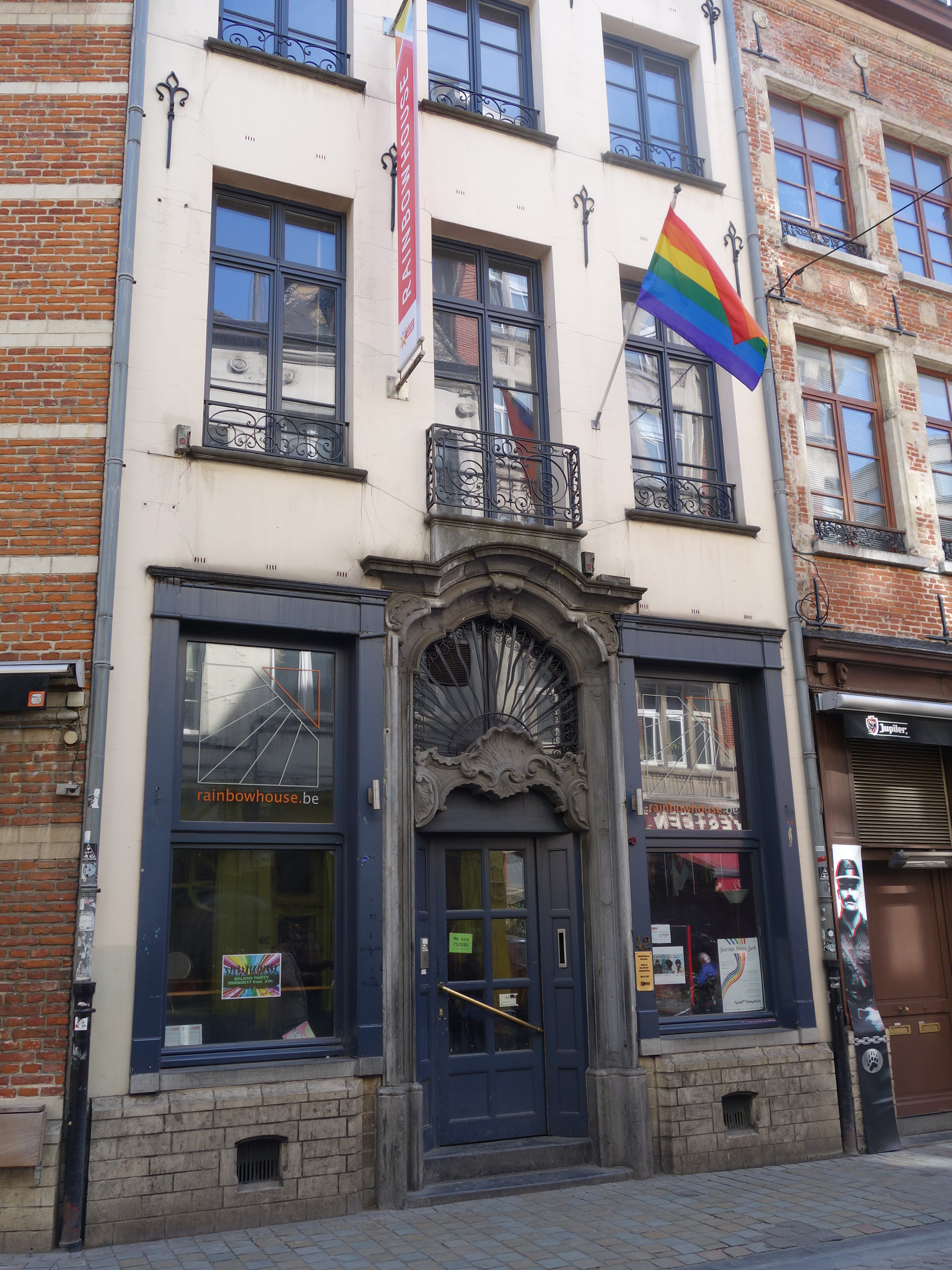
Het Regenbooghuis Brussel

### Voorzieningen in België
De belangrijkste en bekendste voorzieningen voor homoseksuele mannen en vrouwen in België zijn:
- Uitgaansgelegenheden: bijvoorbeeld Red & Blue, Hessenhuis en Den Draak in Antwerpen, Fly, Boys Boudoir en Dolores in Brussel, Por Que No in Gent, 't Vliegend Varken in Leuven en Open Bar in Luik.
- Feesten: La Demence
- Festivals: Antwerp Queer Arts Festival (AQAF)
- Belangenorganisaties: Çavaria, Het Roze Huis, Regenbooghuis Brussel, Arc-en-ciel Wallonie, Tels Quels
- Jongerenorganisaties: Wel Jong Niet Hetero, Verkeerd Geparkeerd, lhbt-studentenverenigingen
- Kranten/tijdschriften: ZiZo-magazine, De Magneet
- Radio/televisie: O radio Antwerpen
- Websites: Gaybelgium.be, Weljongniethetero.be

### Internationale voorzieningen
De belangrijkste en bekendste internationale voorzieningen voor homoseksuele mannen en vrouwen zijn:
- Feesten: Circuit party
- Belangenorganisaties: ILGA, ILGA-Europe, IGLHRC
- Jongerenorganisatie: IGLYO
- Tijdschriften: Attitude
- Reisgids: Spartacus International Gay Guide
- Datingwebsites: PlanetRomeo, Gaydar
- Datingapps: Grindr, Her

### Sportvoorzieningen
Voor homo's kwamen er ook eigen sportclubs, enerzijds omdat zij bij de reguliere sportclubs niet voor hun seksuele voorkeur konden uitkomen, anderzijds omdat zij ook letterlijk sterker wilden staan tegen antihomoseksueel geweld. In Nederland gingen veel homo's een cursus zelfverdediging doen nadat de deelnemers aan de Roze Zaterdag van 1982 in Amersfoort door omstanders bekogeld en in elkaar geslagen werden. Een voorbeeld is het in 1982 opgerichte Tijgertje, die als oudste nog bestaande homosportclub eerst weerbaarheidstrainingen, maar later een reeks van andere sporten ging aanbieden. Vervolgens werden steeds meer roze sportcubs opgericht, die flink groeiden met het oog op de Gay Games die in 1998 in Amsterdam gehouden werden. Rond 2020 zijn de meeste homosportclubs danig vergrijsd en is er weinig aanwas van jonge leden, ook al hebben de clubs en verenigingen hun doelgroep mettertijd verbreed: waren ze eerst met name op homo's en/of lesbiennes gericht, tegenwoordig staan ze doorgaans open voor alle lhbt'ers. Enkele bekende clubs zijn:
- Tijgertje, begonnen met weerbaarheidstrainingen, opgericht in Amsterdam in 1982.
- Ketelbinkie, begonnen met volleybal, opgericht in Rotterdam in 1993.[5]
- Smashing Pink, tennisvereniging, opgericht in Amsterdam in 1996.[6]
- Upstream, zwemvereniging, opgericht (als Havana-Thermos) in Amsterdam in 1996.[7]
- Gay Swim Amsterdam, zwemvereniging, opgericht in Amsterdam in 1997.[8]

Ook de in 1985 door Jacob Gelt Dekker geopende sportschool Splash Healthclub, die aanvankelijk gevestigd was aan de Looiersgracht in Amsterdam, stond er in de begintijd om bekend dat er veel homo's kwamen.
Een nieuwer fenomeen zijn queer gyms, oftewel sportscholen die zich speciaal op trans en non-binaire personen richten, aangezien zij zich in de gewone sportscholen vaak ongemakkelijk voelen. In de Verenigde Staten werd in 2010 reeds een queer gym geopend en sinds begin 2022 is er een in Rotterdam. In Amsterdam organiseert Vondelgym een regulier evenement voor deze doelgroep en in augustus 2022 opende in de Dapperbuurt een queersportschool onder de naam "We Are Queer".

## Roze Evenementen
Wereldwijd vinden talrijke "roze" evenementen plaats. Naar het voorbeeld van de eerste Gay Pride Parade in 1970 in New York, vinden ook in vele andere landen jaarlijks demonstratieve en/of feestelijke Gay Pride Parades plaats. Traditioneel eind juni, maar steeds vaker ook in juli of augustus.
Een meer emancipatoir doel hebben het toenemend aantal lhbt-themadagen, zoals de Internationale Dag tegen Homofobie op 17 mei, de nationale Coming-Outdag op 11 oktober en Paarse Vrijdag, die in een reeks van landen gehouden worden. Daarnaast zijn er zeer uiteenlopende homogerelateerde evenementen op het gebied van cultuur, sport of gewoon in de vorm van een (meerdaags) feest. Voorbeelden zijn de lhbt-geschiedenismaand in diverse landen en Pink Christmas dat in verschillende Duitstalige steden plaatsvindt.
Naar het voorbeeld van de Olympische Spelen zijn er ook enkele grote homo-sportevenementen, die hoofdzakelijk voor ontmoeting en ontspanning dienen. Zo worden in Europa sinds 1992 de EuroGames gehouden en wereldwijd de Gay Games (sinds 1982) en de World Outgames (sinds 2006).
De vijfde Gay Games vonden van 1 t/m 8 augustus 1998 in Amsterdam plaats. De EuroGames 2005 werden van 16 tot 19 juni in Utrecht gehouden en de EuroGames 2007 waren van 12 tot 15 juli van dat jaar in Antwerpen, waar in 2013 ook de derde editie van de World Outgames plaatsvond.

### Evenementen in Nederland
Landelijk: Jaarlijks vindt eind juni in telkens een andere stad de Roze Zaterdag plaats. Dit is de Nederlandse versie van de oorspronkelijk demonstratieve Gay Pride Parades, zoals die ook elders in de wereld plaatsvinden. In navolging van de Amsterdamse Pride zijn ook in andere steden vaste pride-vieringen gekomen en sinds 2010 wordt rond de Coming-Outdag in oktober in een reeks wat kleinere plaatsen een Regenboogweek gehouden.

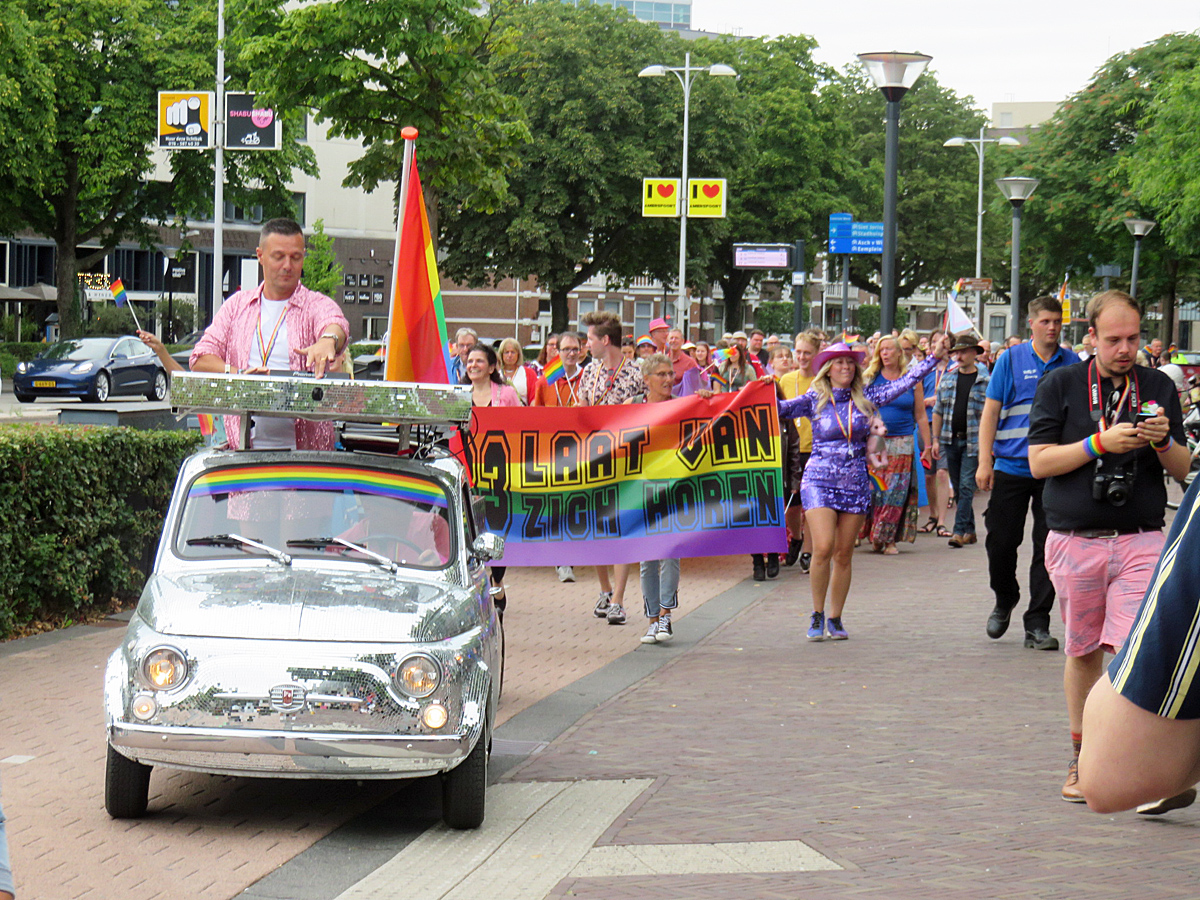
Pride Walk tijdens Pride Amersfoort 2022

Alkmaar: Sinds 2010 wordt hier in mei de Alkmaar Pride (tot 2016 de Roze Week Alkmaar) gehouden, met onder meer een kleine botenparade door de grachten.
Amersfoort: eind juli vindt hier sinds 2003 Gaypride Amersfoort plaats, met onder meer een feest, een roze informatiemarkt, een kleine botenparade en een door de stichting Keiroze Amersfoort georganiseerde Pride Walk.
Amsterdam: sinds 1996 vindt hier jaarlijks begin augustus Pride Amsterdam plaats. Rondom de botenparade op de grachten (Canal Parade) zijn er een week lang diverse straatfestivals, sport- en culturele activiteiten. Dit evenement trekt telkens enkele honderdduizenden bezoekers. Daarnaast vindt sinds 1996 in november ook de Amsterdam Leather Pride plaats, speciaal gericht op homo's met een leerfetisjisme.
Den Haag: als vervolg op de succesvolle Roze Zaterdag die het voorgaande jaar hier gehouden werd, was er in 2010 een The Hague Pride. Tegenwoordig is er in juni het The Hague Rainbow Festival, met in 2017 voor het eerst ook een Pride Walk.
Eindhoven: eind augustus vindt het Regenboogfestival plaats bij de Stratumsedijk, de homo-uitgaansstraat van Eindhoven.
Groningen: hier vindt sinds 2010 elk jaar de Regenboogweek plaats, aanvankelijk in oktober met de Coming-Outdag als afsluiting, maar in 2016 waren het twee weken in mei, rondom de Internationale Dag tegen Homofobie. De Regenboogweek omvat uiteenlopende activiteiten voor en door lhbt'ers.
Hilversum: In oktober 2019 vond hier voor het eerst een Rainbow Week plaats, met een reeks van activiteiten rondom inclusiviteit en diversiteit.
Leeuwarden: van 2015 t/m 2017 was hier de GayStraightParade, die in 2018 verder ging onder de naam PRIDE Leeuwarden die in mei gehouden werd en onder meer een kleine botenparade over de grachten en feest op het Mata Hariplein omvatte. In 2022 was Leeuwarden Pride in september met een Pride Walk in plaats van een botenparade.
Nijmegen: hier vond tot 2017 jaarlijks op de laatste zaterdag in mei het Roze Meifeest plaats, dat in 2002 de Nijmeegse Potten en Flikkerdag (NPFD) opvolgde. Na anti-homorellen in 1983 kwam er daarnaast ook een eigen roze feestdag tijdens de Vierdaagsefeesten, die sinds 2002 Roze Woensdag heet.
Rotterdam: Sinds 2014 wordt eind september de Rotterdam Pride georganiseerd, bestaande uit een lang weekend van uiteenlopende activiteiten op diverse locaties in het centrum van de stad, met als hoogtepunt de Keerweer Parade, georganiseerd vanuit het homocafé Keerweer.
Sneek: tijdens de Sneekweek in augustus vindt sinds 2011 een Roze Maandag plaats, waarop aandacht wordt besteed aan lhbt-emancipatie.

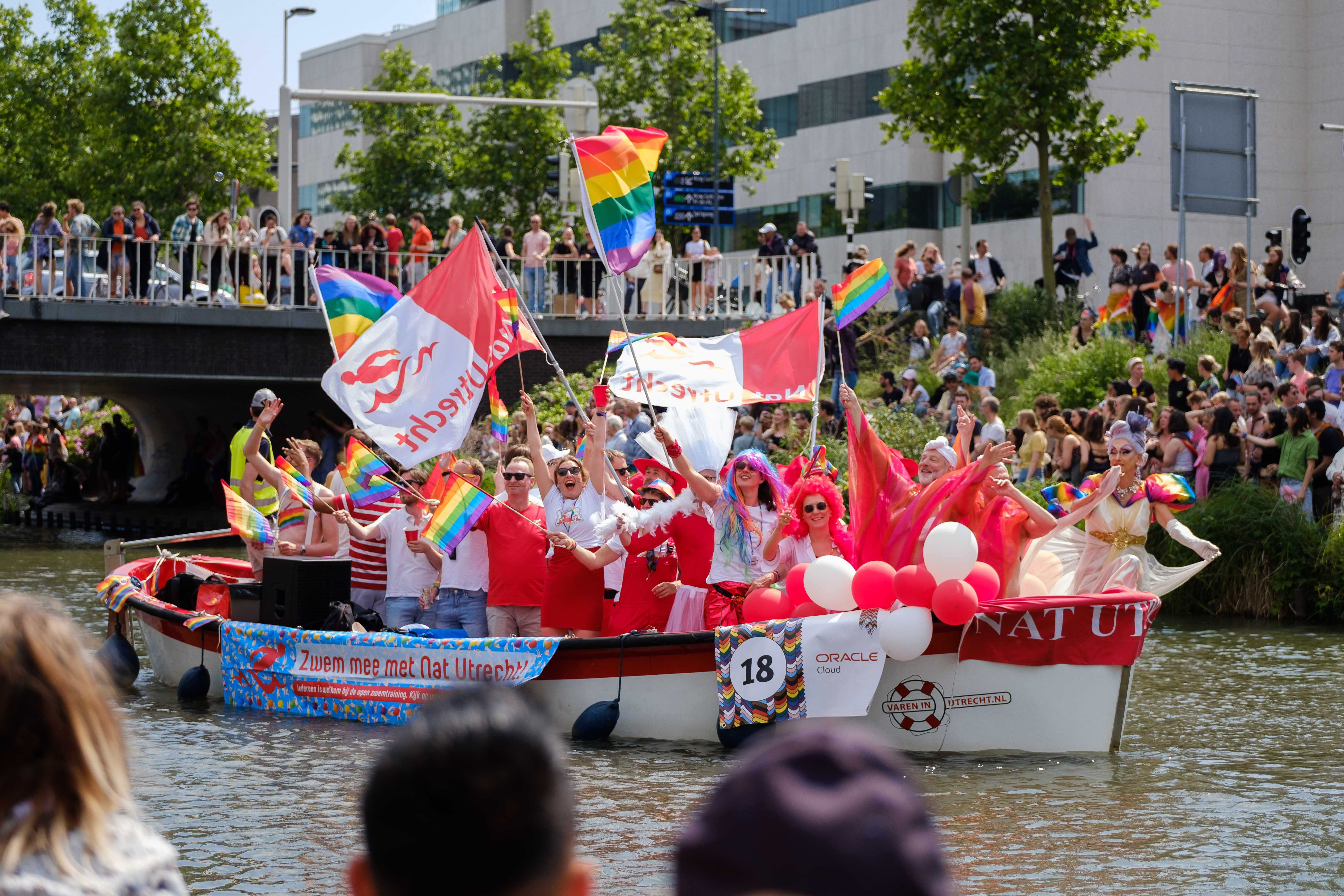
Boot tijdens de Utrecht Canal Pride van 2022

Tilburg: hier vindt sinds 1990 op de vierde maandag in juli tijdens Tilburgse Kermis de Roze Maandag plaats. Dit begon als een gimmick toen een redacteur van de GayKrant in 1990 via Teletekst homo's opriep om naar deze kermis te komen. Inmiddels is dit uitgegroeid tot het grootste Nederlandse homo-evenement buiten Amsterdam.
Utrecht: medio juni vindt hier gedurende 10 dagen het homoculturele festival Midzomergracht plaats, met onder andere het populaire MegaPann-feest voor homojongeren. Daarnaast is er sinds 2017 een botenparade onder de naam Utrecht Canal Pride.
West-Friesland: sinds 2010 vindt in deze regio in de maand oktober de Roze Week plaats, met uiteenlopende activiteiten voor en door lhbt'ers. Ook wordt in alle zeven Westfriese gemeentes bij openbare instellingen de regenboogvlag uitgehangen.

### Evenementen in België
Antwerpen: sinds 2008 vindt hier jaarlijks het holebi-evenement Antwerp Pride plaats. Dit evenement omvat een week lang tal van activiteiten voor holebi's. Doel is Antwerpen te promoten als gay(friendly) stad. De Antwerp Pride trok telkens meer dan 50.000 bezoekers. Daarnaast vindt sinds 2010 in januari ook Leatherpride Belgium plaats, die gericht is op homo's met een leerfetisjisme. Tijdens de jaarlijkse kermis Sinksenfoor is er speciaal voor en door holebi's de Pink Friday.
Brussel: sinds 1996 vindt hier jaarlijks in mei The Belgian Pride plaats, die ook nog wel bekendstaat onder de oude naam Roze Zaterdag. Dit is de Belgische versie van de oorspronkelijk demonstratieve Gay Pride Parade zoals die ook elders in de wereld plaatsvinden. De Belgian Pride trekt jaarlijks meer dan 100.000 bezoekers. Twee weken voorafgaand aan de pride zijn er tal van evenementen voor holebi's. Sinds 2011 is er in oktober ook de Bear Pride Belgium met een speciaal programma gericht op bears.
Luik: in september is in deze stad elk jaar de Gay Street de Liège, die voor het eerst gehouden werd in 2005 en toen 50.000 bezoekers trok.
Namen: hier vindt sinds 2009 jaarlijks in mei de Fiertés Namuroises (Pride van Namen) plaats.
Jaarlijks vindt in de herfst de L-day voor lesbische, biseksuele en transgendervrouwen plaats, aanvankelijk in Gent, maar sinds 2015 in telkens een andere Vlaamse stad. Rond dezelfde tijd is er ook de L-week, georganiseerd door Het Roze Huis in Antwerpen.
Naast deze evenementen zijn er in Brussel, Vlaanderen en/of Wallonië ook andere themadagen en themaweken die ermee vergelijkbaar zijn dan wel een homo-specifiek karakter hebben.

## Geschiedenis
Vóór 1700 was een specifieke subcultuur van homoseksuelen hoofdzakelijk te vinden onder de adel aan de hoven van vorsten als de Franse koning Lodewijk XIV. In 1726 werd bijvoorbeeld Benjamin Deschauffours ter dood veroordeeld omdat hij Franse aristocraten, waaronder de secretaris van de koning, tegen betaling van (jonge) jongens voorzag.
In het begin van de 18e eeuw komen zowel in Parijs, Londen, als in de Nederlandse steden Amsterdam, Den Haag en Utrecht homoseksuele netwerken naar voren waar zowel aristocraten als gewone burgers aan deelnemen. Al bij het zoeken van vluchtige seksuele contacten tijdens het cruisen op locaties in de open lucht, zoals openbare secreten, bij stadsmuren, in parkjes of op andere stille plekjes, ontwikkelden zich onderlinge herkenningstekens. Meer nog ontstond een eigen jargon en aan vrouwelijke prostituees ontleende manieren in de lolhuizen, waar homoseksuele mannen elkaar opzochten voor gezelligheid of al dan niet betaalde seks.
Deze praktijken viel bijzonder sterke publieke verachting ten deel, maar was desondanks relatief zichtbaar. Het beschrijven van homoseksuele handelingen werd vermeden; vaak werd de aanduiding crimen nefandum gebruikt, Latijn voor "de misdaad waarover niet gesproken mag worden" en degenen die homoseksuele handelingen pleegden werden sodomieten genoemd, een internationaal gehanteerde term.
In Frankrijk en Engeland trad de overheid begin 18e eeuw streng en systematisch op tegen sodomie, in de noordelijke Nederlanden was het bij vlagen, waarbij de Sodomietenvervolging van 1730 tot bijna 100 doodvonnissen leidde. Leden van de aristocratie liet men echter vaak lichtgestraft ontkomen. Volgens Theo van der Meer leidden deze vervolgingen tot een sterker onderscheid tussen homo- en heteroseksuelen en tot het ontstaan van een eigen identiteit bij de homoseksuele mannen.

### Verlichting

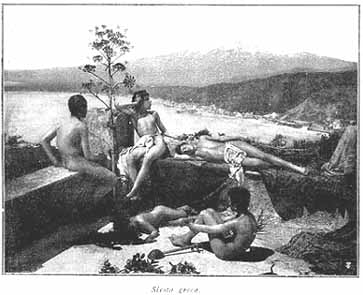
Homo-erotische foto uit de omgeving van Taormina, gemaakt in 1895 door Wilhelm von Gloeden

Als gevolg van de Verlichting werd de strafbaarheid van homoseksuele handelingen door de Franse Revolutie in 1791 afgeschaft en dit werd bevestigd in het nieuwe Franse wetboek van strafrecht, de Code Pénal van 1811. Deze Franse wetgeving werd vervolgens overgenomen in landen als Nederland, België, Luxemburg, Beieren, Italië, Spanje en Portugal. De eerste niet-Europese landen die homoseksueel gedrag legaliseerden waren Brazilië in 1830 en het Ottomaanse rijk in 1858.
Dit leidde ertoe dat mannen die het zich konden veroorloven, voor homoseksuele contacten naar Zuid-Europa gingen en Napels, Capri en later Taormina in Italië, het Franse deel van de Noord-Afrikaanse kust en Istanboel al in de 19e eeuw homobestemmingen werden. Deze plaatsen trokken dan ook meer of minder homoseksuele schrijvers en andere kunstenaars, zoals Maurits Wagenvoort, Louis Couperus, Oscar Wilde, Thomas Mann en Wilhelm von Gloeden. Tevens ontstond hierdoor in Noordwest-Europese landen een impuls om eveneens voor de afschaffing van strafbaarheid te strijden - het begin van de homo-emancipatie.

### Identiteit

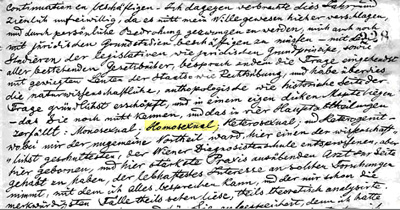
Brief van Karl Maria Kertbeny uit 1869 met daarin de allereerste vermelding van het woord homosexual

Ondertussen waren in de loop van de 19e eeuw diverse benamingen bedacht om de vroegere sodomieten op een meer neutrale en wetenschappelijke manier aan te duiden. Zo sprak de Duitse jurist Karl Heinrich Ulrichs vanaf 1864 van 'uranisme' om seks tussen mensen van gelijk geslacht aan te duiden, waarbij hij de mannen urningen en de vrouwen urninden noemde. 'Uraniërs' werden ook wel het 'derde geslacht' genoemd, een term die ook de Duitse arts Magnus Hirschfeld soms gebruikte, hoewel hij zelf van mening was dat alle mensen zowel mannelijke als vrouwelijke eigenschappen hadden. De Hongaars-Oostenrijkse journalist Karl Maria Kertbeny bedacht vervolgens in 1868 de woorden homoseksualiteit en heteroseksualiteit, waarbij de term homoseksualiteit rond 1900 breder in gebruik raakte.
Daarmee was de basis gelegd voor een eigen identiteit die, anders dan de louter op de seksuele handelingen gerichte sodomie, voortaan de hele persoonlijkheid van homoseksuelen omvatte. Dit kwam tevens tot uitdrukking in de Latijnse formulering waarmee Ulrichs homoseksualiteit probeerde te verklaren: anima muliebris virili corpore inclusa, letterlijk vertaald: een vrouwelijke geest in een mannelijk lichaam besloten. Dit sloot aan bij het feit dat veel homoseksuele mannen zich in die tijd vrouwelijk ("verwijfd") gedroegen, om zo als 'passieve' sekspartner voor 'actieve' heterojongens en -mannen te kunnen fungeren, de zogeheten nicht-tuleverhouding.

### Uitgaansleven

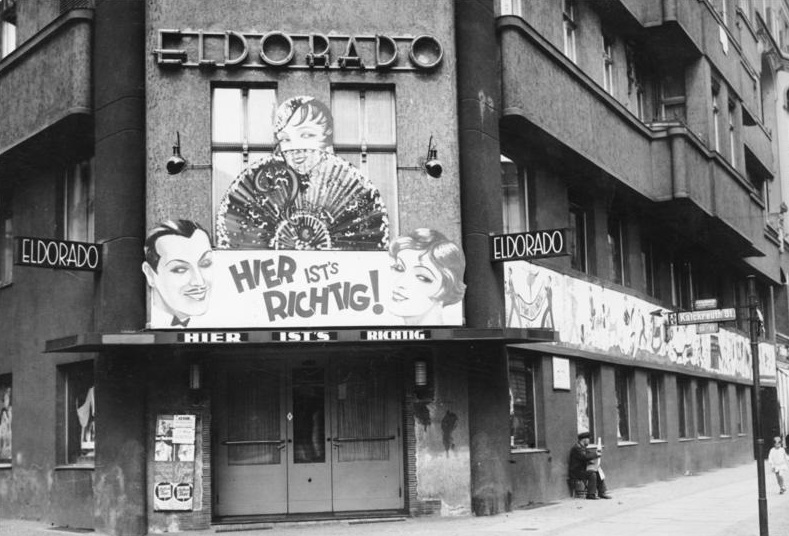
De homo-uitgaansgelegenheid Eldorado aan de Motzstraße in Berlijn, waar ook de notabelen kwamen om de travestie-optredens te zien (foto uit 1932).

De nieuw geformuleerde eigen identiteit van homo's kwam tot uiting in het ontstaan van een gay scene met onder meer eigen uitgaansgelegenheden. Zo ontwikkelde zich in de tweede helft van de 19e eeuw in Berlijn een uitgebreid, maar nog ondergronds homoleven, vergelijkbaar met dat in de veel grotere steden Parijs en Londen. In de jaren twintig werd dit veel openlijker en telde Berlijn meer dan 100 cafés, bars en clubs voor homoseksuelen. Een van de populairste cruisingplekken was rond de Nollendorfplatz.
Ook bestonden er verschillende verenigingen en tientallen tijdschriften voor homoseksuelen, waarbij de namen van Magnus Hirschfeld en Adolf Brand genoemd moeten worden. Hirschfeld was in 1897 de oprichter van de wereldwijd eerste homorechtenorganisatie, het Wissenschaftlich-humanitäre Komitee, en Brand van Der Eigene, dat in 1896 het allereerste homotijdschrift ter wereld was. Hirschfeld werkte in 1919 ook mee aan Anders als die Andern, een van de allereerste films met homoseksualiteit als thema. Voor lesbische vrouwen kwam er in 1924 het blad Die Freundin. Romans en poëzie over en voor homoseksuelen werden sinds het eind van de negentiende eeuw in steeds groter getale gepubliceerd.
Nadat in januari 1933 de nationaalsocialisten aan de macht waren gekomen, werden deze tijdschriften en de homo-organisaties verboden en beval Hermann Göring op 23 februari 1933 alle uitgaansgelegenheden te sluiten die "ter bevordering van onzedelijkheid misbruikt werden", in het bijzonder degene die als ontmoetingsplaatsen dienden voor "die kringen die de tegennatuurlijke ontucht aanhangen". Slechts een handvol zaken werd niet gesloten en deze moesten dienen om een grotere greep op de homoscene te kunnen houden.
In de Verenigde Staten keerden veel jonge soldaten na de Tweede Wereldoorlog niet meer terug naar de kleine plaatsen waar zij opgegroeid waren, maar trokken naar de grote steden. Ver weg van de sociale controle door familie, leverde dit ruimte voor homoseksuele uitingen, niet alleen met het oog op maatschappelijke emancipatie, maar ook in de zogeheten physique-fotografie waarin het mannelijk lichaam op erotische wijze werd getoond.

#### Amsterdam
In Amsterdam waren er eind 19e eeuw al diverse bordelen, bier- en koffiehuizen waar homoseksuelen elkaar opzochten. De destijds bekendste homobar was The Empire aan de Nes, die al in 1911 als zodanig bekendstond. De Amsterdamse politie hield deze zaken echter goed in de gaten en wanneer er te veel "verwijfde" homomannen kwamen werden de vergunningen ingetrokken. Een bar waar een heel gemengd publiek van homoseksuele mannen en vrouwen, hoeren en zeelui kwam was het in 1927 geopende Café 't Mandje aan de Zeedijk. Naast zulke specifieke kroegen gingen homo's ook wel op discrete wijze naar gewone grand cafés, zoals Café Américain in Amsterdam, of naar huiskamerbijeenkomsten van bekenden.

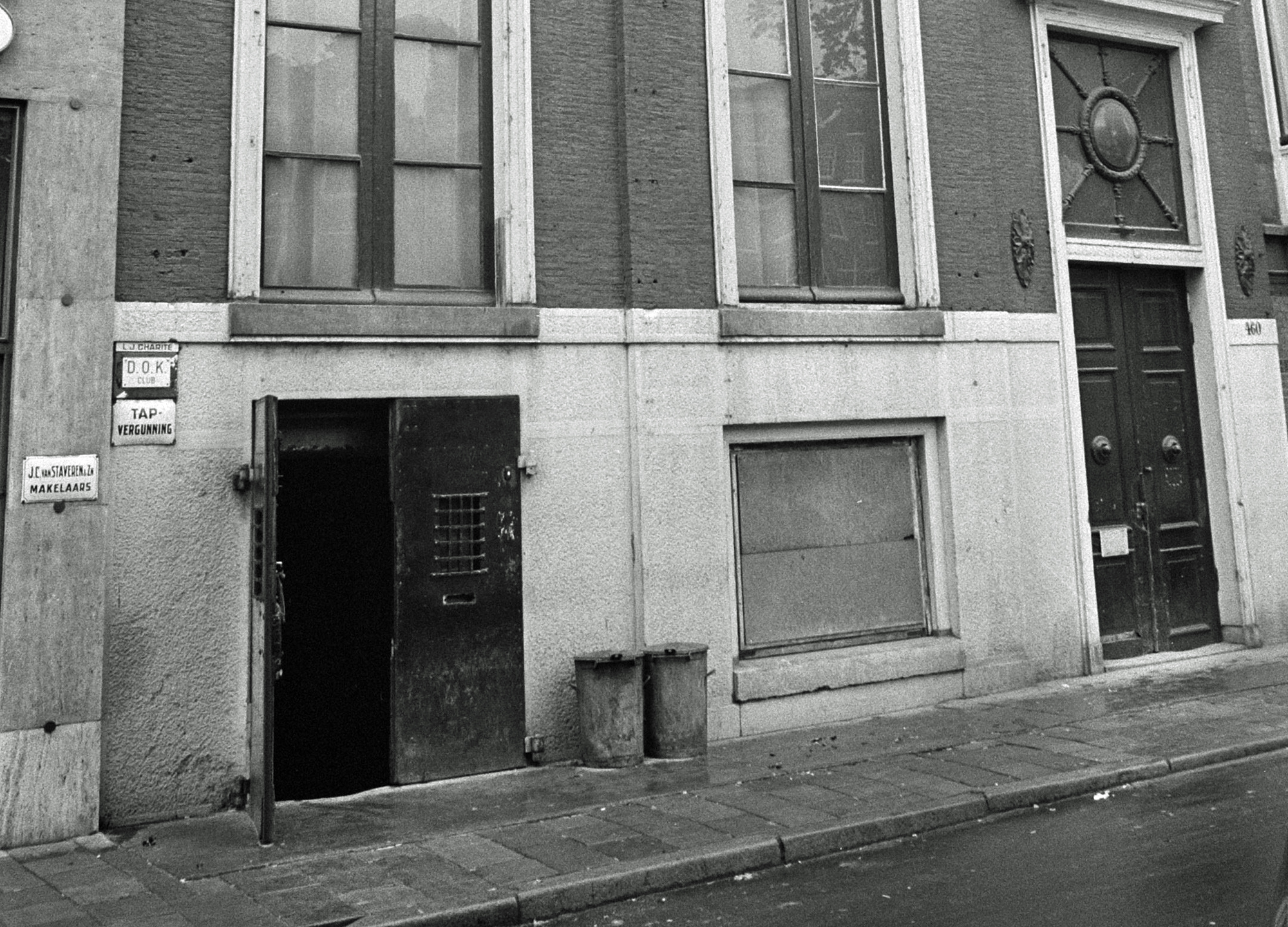
De ingang (links) van het DOK onder het Odeongebouw aan het Singel in Amsterdam (foto uit 1972)

Nadat het Berlijnse homo-uitgaansleven door de nazi's grotendeels was weggevaagd, kwam in de jaren vijftig de doorbraak van Amsterdam als homohoofdstad van Europa. Er ontstonden in snel tempo steeds meer homobars en -dancings, met het DOK aan het Singel en sociëteit De Schakel van het COC aan de Korte Leidsedwarsstraat als internationale trekpleisters. Kenmerkend voor veel homobars werd een darkroom, waardoor homo's ook hun seksuele contacten steeds minder op straat en meer in de nieuwe uitgaansgelegenheden gingen zoeken. Ook de politie had voortaan liever dat homo's dat achter gesloten deuren deden, dan op straat, waar het problemen of aanstoot kon geven.
Buiten de Randstad vormden lokale afdelingen van het COC vaak de eerste plaatsen waar homoseksuelen elkaar op niet-seksuele basis konden ontmoeten. Pas later kwamen er in vele steden aparte homocafés op commerciële basis, later ook gevolgd door enkele homodiscotheken en gay sauna's. Begin 1982 waren er in Nederland in totaal 230 bars, cafés, dancings, sociëteiten en sauna's voor homoseksuelen. In de steden Amsterdam, Rotterdam, Den Haag en Eindhoven was 95% daarvan commercieel. In de rest van Nederland was dat 63% en bleven ideële organisaties als met name het COC een belangrijke rol vervullen.

### Radicalisering

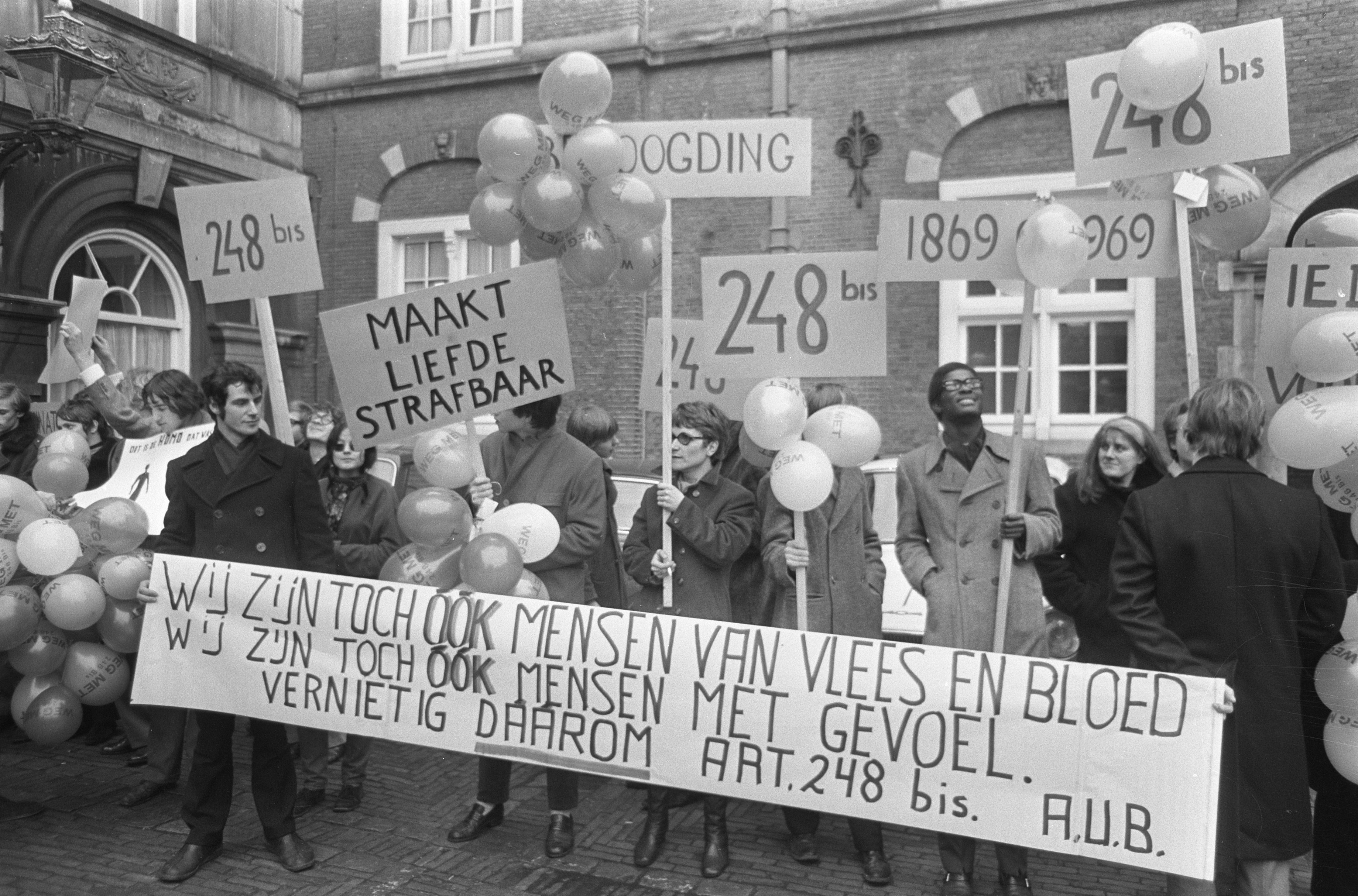
De eerste homodemonstratie in Nederland, in januari 1969 op het Binnenhof in Den Haag

Na de Stonewall-rellen van eind juni 1969 radicaliseerde de homo-emancipatiebeweging van een stroming die streefde naar acceptatie en assimilatie, naar een die desnoods via segregatie een eigen plekje onder de zon bevocht binnen de samenleving: integratie. Diverse radicale actiegroepen weigerden zich aan te passen aan normen die voor hetero-mannen verondersteld werden. Zij gingen de roze driehoek uit de nazitijd als geuzenteken dragen en in travestie de straat op om mensen te choqueren. Ook daagden zij politici uit om 'uit de kast' te komen en werden er homodemonstraties georganiseerd, zoals de jaarlijkse Roze Zaterdag, die het Nederlandse en Belgische equivalent van de Gay Pride Parades elders in de wereld werd.
Binnen de homobeweging betekende deze nieuwe koers het einde van de verwijfde nicht (het mietje) en de opkomst van een zelfverzekerde homoman die niet langer zichzelf verborgen hield en zich nu ook heel mannelijk ging gedragen en kleden. Dit werd met name zichtbaar in de zogeheten leercultuur. Bij de lesbiennes werd een sterke samenhang tussen deze zienswijze en de Tweede feministische golf gezien. De zelfbewuste pot werd geboren, in tuinbroek en met een jongenskop. De homoseksuele rolverdelingen van nicht-tule (bij homomannen) en butch-femme (bij lesbische vrouwen), waarin een heteroseksuele man-vrouwrelatie werd nagebootst, werden nu verworpen. Homoseksualiteit was in deze opvatting geen geaardheid of aanleg meer, maar een bewuste keuze voor een eigen identiteit.
Uit de kast komen, het uitkomen voor de eigen homoseksualiteit, werd beschouwd als hét moment waarop je de onderdrukkende hetero-normen van je af wierp waar je in je 'eerdere leven' onder had geleden en die je het zicht op jezelf had ontnomen. Baanbrekende coming-outs die tot het collectieve geheugen van de homogemeenschap behoren zijn die van onder andere Benno Premsela in 1964 en Albert Mol in 1969 in Nederland en internationaal die van de Amerikaanse comédienne Ellen DeGeneres (geb. 1958). Zij was een van de eersten in Hollywood die, in 1997, publiekelijk voor haar geaardheid uitkwam en bovendien op televisie een lesbisch personage speelde.

## Symbolen
Internationaal gedeelde en bekende symbolen uit de homocultuur zijn de regenboogvlag, de roze driehoek en twee ineengehaakte mannelijkheids- of vrouwelijkheidstekens (seksesymbool). Deze symbolen worden vooral tijdens Gay Prides uitbundig uitgedragen, maar vormen ook in meer alledaagse situaties tekenen van herkenning.
Vanwege het ondergrondse karakter van het homoleven waren er aanvankelijk nog geen symbolen waarmee men naar buiten toe herkenbaar was. De in 1946 opgerichte Nederlandse homo-emancipatievereniging COC begon met een vignet met daarop een figuurtje genaamd Albrecht, dat stamde uit een boek dat oprichter Nico Engelschman had gelezen. Een speldje met deze Albrechtfiguur erop konden leden ter herkenning dragen. In de jaren vijftig en zestig gebruikte het COC een liggend yin en yang-symbool op haar vlaggen en tijdschriften.
Vanaf eind jaren zestig begonnen radicale homostudentengroepen een roze driehoek als geuzenteken te gebruiken, om daarmee aan de nazi-vervolging te herinneren en een bewuste confrontatie met heteroseksuelen teweeg te brengen. Dit werd vanuit Europa een internationaal gebruikt symbool van de strijd van homo's voor acceptatie en gelijke rechten. Daarnaast werd ook gebruikgemaakt van dubbele mars- en venussymbolen. De roze driehoek werd geleidelijk aan verdrongen door de in 1978 in de VS ontworpen regenboogvlag, die vanaf de jaren negentig ook in Europa in zwang kwam. Ook taal kan een signalerende fuctie hebben. Zo wordt er ook wel onderzoek gedaan naar een specifiek homoseksueel accent.

Dubbel vrouwelijkheids- of venussymbool
Roze driehoek
Regenboogvlag van de homobeweging

Naast deze symbolen die door de gehele lgbt-gemeenschap gebruikt worden, hebben sinds de jaren negentig verschillende subgroepen ook eigen vlaggen gekozen:

Vlag voor de leather scene
Vlag voor de bear scene
Vlag voor de rubber scene

## Kunst en cultuur

### Bekende homoseksuelen
Het werk van bekende homoseksuelen in de politiek, kunst, showbizz of sport wordt in de homogemeenschap met extra aandacht gevolgd, zeker wanneer zij hun homoseksualiteit niet onder stoelen of banken steken of hun geaardheid in hun werk centraal stellen. Sommige bekende homoseksuelen groeien uit tot rolmodellen voor de leden van de subcultuur.
Bekende mannelijke voorbeelden uit Nederland zijn: Gerard Reve, Wim Sonneveld, Johnny Jordaan, Albert Mol, Leen Jongewaard, Ramses Shaffy, Jos Brink, Robert Long, Paul Haenen, Paul de Leeuw, Gerard Joling, Jamai Loman, Tofik Dibi, Jeffrey Wammes, Ferry Doedens en Furtjuh.

Bekende vrouwelijke Nederlandse voorbeelden zijn: Anna Blaman, Carry Slee, Mathilde Santing, Frédérique Spigt, Claudia de Breij, Leona Philippo, Maartje Paumen en Ireen Wüst.
Voorbeelden uit België zijn: Sarah Bettens, Sam De Bruyn, Will Ferdy, Wim De Vilder, Tom Lanoye, Elio Di Rupo en Yasmine.
In de Verenigde Staten werd in de sinds 1981 uitgezonden soapserie Dynasty voor het eerst een homoseksueel personage op televisie vertoond.

### Cultuuruitingen met homothematiek

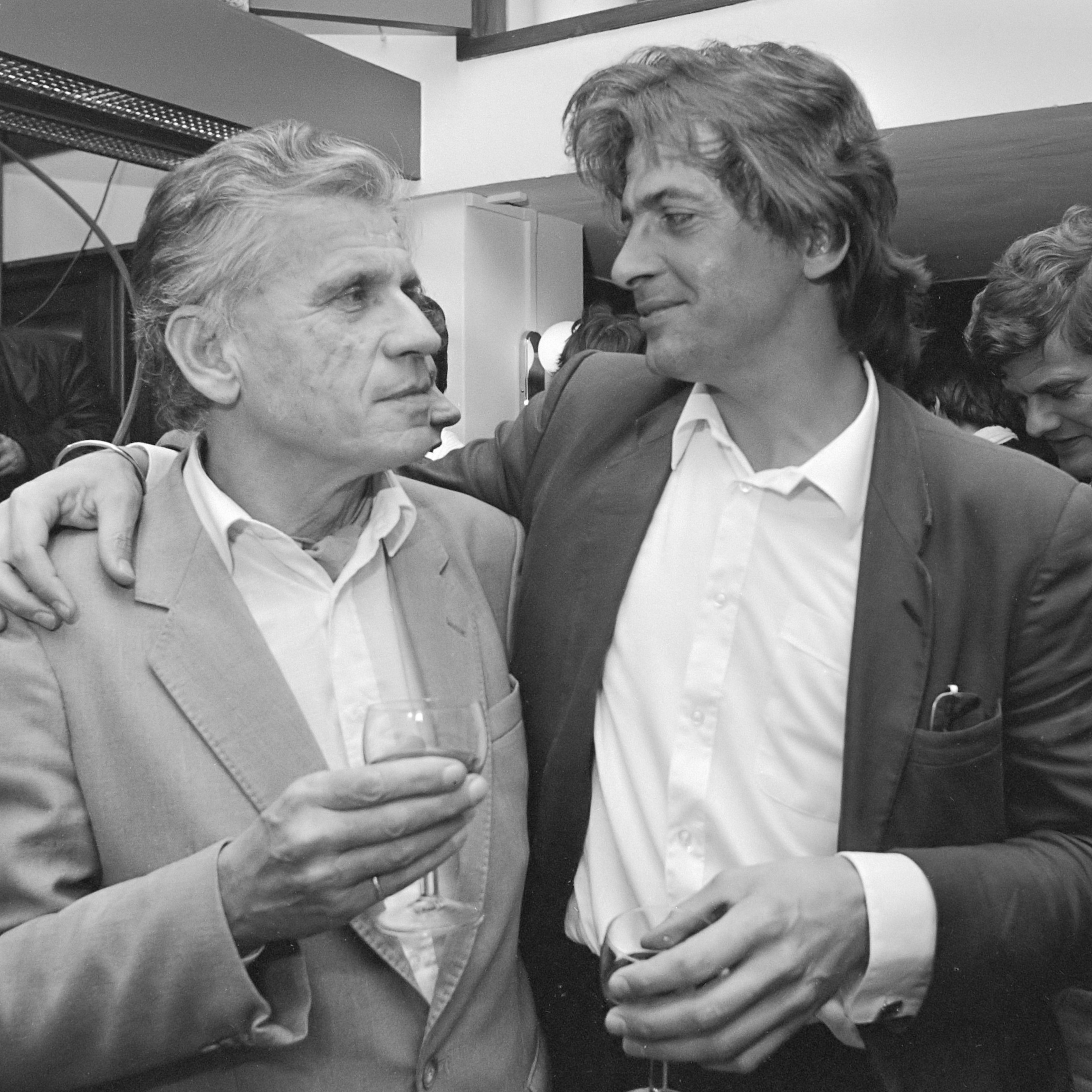
Gerard Reve en zijn partner Joop Schafthuizen in 1984

Binnen de beeldhouw- en schilderkunst kan gesproken worden van homo- of mannenkunst (Engels: male art of gay art) wanneer mannelijke figuren of thema's, op al dan niet homo-erotische wijze, centraal staan. Een klein aantal galerien was in dergelijke kunst gespecialiseerd, zoals Faubourg in Amsterdam, Villa Lila in Nijmegen, Ho Eens Even in Arkel, alsmede de sinds 2006 bestaande galerie MooiMan in Groningen.
Ook binnen de massamedia zijn er boeken, films en televisieseries met homoseksuele thematiek. Tot de 'canon', als men daar in dit verband van mag spreken, behoren onder andere:
- Boeken van Gerard Reve, Gerrit Komrij, Hans Warren, Frans Kellendonk, Ted van Lieshout, Thomas Mann, Klaus Mann, Oscar Wilde, Sarah Waters, Radclyffe Hall en Armistead Maupin
- Films als Gentlemen Prefer Blondes (1953), Rebel without a cause (1955), Ben-Hur (1959), Midnight Express (1978), Mommie dearest (1981), Making Love (1982), Thelma & Louise (1991), Philadelphia (1993), Beautiful Thing (1996), Fucking Åmål (1998), Edge of Seventeen (1998), If These Walls Could Talk 2 (2000), Simon (2004), Sommersturm (2004), C.R.A.Z.Y. (2005) en Brokeback Mountain (2006)
- Televisieseries als In de Vlaamsche pot (1990-1994), Ellen (1994-1998), Absolutely Fabulous (1992-2004), Will & Grace (1998-2005), Queer As Folk (2000-2005) en The L Word (2004-2008)

Voor films met een homoseksuele thematiek zijn er in veel steden speciale filmfestivals, zoals het Holebifilmfestival in Vlaams-Brabant en de Roze Filmdagen in Amsterdam. Ook het IDFA heeft een Queer Day voor queer-gerelateerde documentaires. Speciale prijzen voor films met lhbt-thema's zijn de Queer Lion, de Queer Palm en de Teddy Award.
Voor fotografie met seksuele diversiteit als thema is er sinds 2010 de Pride Photo Award.

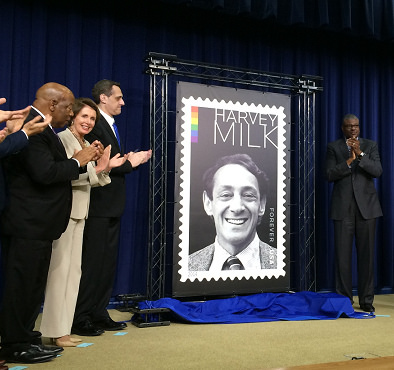
Onthulling van de Amerikaanse Harvey Milk-postzegel

Ondanks dat homoseksualiteit in alle westerse landen legaal en grotendeels geaccepteerd is, zijn er nog weinig postzegels met een lhbt-motief uitgebracht:
- Oostenrijk, 2010, ter gelegenheid van 15 jaar Regenboogparade in Wenen
- Verenigde Staten, 2014: ter herdenking van Harvey Milk
- PostNord Sverige, 2016, een regenboogvlagpostzegel
- Nederland, 2016, ter gelegenheid van de EuroPride in Amsterdam
- Verenigde Naties, 2016, lhbt-zegels in het kader van het Free & Equal-programma
- Canada, 2017, openstelling van het huwelijk voor paren van gelijk geslacht
- Duitsland, 2018, ter herdenking het 150e geboortejaar van Magnus Hirschfeld
- Spanje, 2020, de eerste postzegel met de regenboogvlag van de homobeweging

In Canada werd in april 2019 een 1-dollarmunt uitgebracht om te herdenken dat homoseksualiteit 50 jaar niet meer strafbaar was.

### Stereotypen

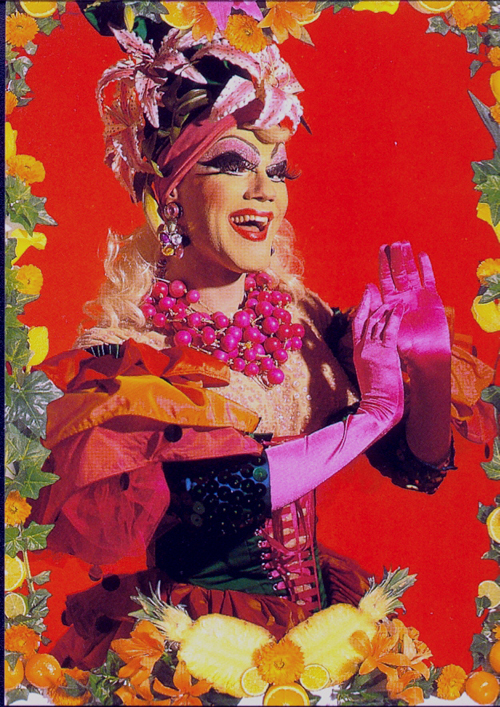
Travestie-artiest Agnetha Immergeil in 1994

Hoewel er binnen de homogemeenschap veel wordt afgegeven op de stereotyperende opvatting van de 'homoseksuele smaak', houdt de homocultuur ook met veel enthousiasme die stereotypen zelf in stand. Camp speelt een grote rol in de bejubeling van muziek van bijvoorbeeld ABBA, Willeke Alberti en de Zangeres zonder Naam en in liedjes die tot homohits uitgroeiden.
Ook de liefde voor disco en het Eurovisiesongfestival wordt breed uitgedragen. Ook de verheerlijking van filmsterren als Judy Garland, Marlene Dietrich, Katharine Hepburn, Mae West Marilyn Monroe en Liza Minnelli, zangeressen als Barbra Streisand, Bette Midler, Josephine Baker en Diana Ross en popsterren als Madonna, Cher, Kylie Minogue en Lady Gaga wordt stereotyperend met homoseksuele mannen in verband gebracht. Openlijk lesbische zangeressen als Melissa Etheridge en k.d. lang worden door veel lesbiennes op handen gedragen.
Tot de stereotypen van de homocultuur behoren ook de travestie-artiesten of dragqueens, die van oudsher optreden in homo-uitgaansgelegenheden en bij homo-evenementen. Bekende voorbeelden zijn Divine uit de Verenigde Staten en voor Nederland Vera Springveer, Hellun Zelluf, Agnetha Immergeil, Rose Murphy, Nicky Nicole, Dolly Bellefleur en Diva Mayday.
In Amsterdam is café De Lellebel in de Utrechtsestraat speciaal gericht op travestie-artiesten. Op de Nederlandse televisie zond Veronica van 1995 t/m 1997 De Travestieshow uit, gepresenteerd door Robert ten Brink en met Nickie Nicole als juryvoorzitter. Een bekende talentenjachtshow voor travestieten op de Amerikaanse televisie is RuPaul's Drag Race. Een aparte plaats werd ingenomen door "levend kunstwerk" Fabiola.
Naar Amerikaans voorbeeld organiseerde Amber Vineyard in 2012 in de Rotterdamse Club BIRD het eerste "Ball" waarmee de Ballroom-scene ook in Nederland zijn intrede deed.

### Prijzen
In de loop der jaren zijn er vanuit verschillende homo-instellingen prijzen ingesteld voor mensen, groepen en organisaties die een bijdrage hebben geleverd aan de homo-emancipatie. Deze prijzen werden vaak verleend aan personen uit eigen kring, maar ook wel aan bekende heteroseksuelen die zich voor de homogemeenschap hebben ingezet. De bekendste prijzen zijn:
- De Gouden Driehoek (in 1986 ingesteld door Manfred Langer en uitgereikt t/m 2002)
- De Bob Angelo Penning (sinds 1991 jaarlijks uitgereikt door het COC)
- De Gay Krant Award (van 1992 t/m 2006 elke vier jaar uitgereikt door de Gay Krant)
- Het Roze Lieverdje (sinds 2006 elke twee jaar uitgereikt door GroenLinks in Amsterdam)
- De John Blankensteinprijs (sinds 2008 jaarlijks uitgereikt door de stad Den Haag)
- De Jos Brink-prijs (sinds 2009 elke twee jaar uitgereikt door het ministerie van OCW)
- De LHBT-Innovatieprijs (sinds 2011 eveneens elke twee jaar uitgereikt door het ministerie van OCW)
- De Winq Diversity Awards (sinds 2019 jaarlijks uitgereikt door het gelijknamige magazine)